# ムスタファ・ラミド
ムスタファ・ラミド（アラビア語: المصطفى الرميد、1959年 - ）は、モロッコの政治家、元法務大臣。

## 経歴
イスラム主義者ハサン・ケッタニーの弁護士であった。
2012年1月3日から2017年4月5日までアブデルイラーフ・ベン・キーラーン政府の法務大臣を務めた。

## ホモフォビア
2015年7月7日、シャダFMのインタビューで同性愛者は問題を避けるために性転換すべきだと言った。2017年、同性愛について「性的逸脱」と話した。

## 家族
結婚しており、法的には重婚である。